# Тонья, Педру Мария
Пе́дру Мари́я То́нья (Pedro Maria Tonha; 7 июля 1943, Кабинда — 22 июля 1995, Лондон), более известный под псевдонимом Педру Педа́ле (порт. Pedro Pedalé) — ангольский военный и государственный деятель, министр обороны Анголы с 1980 по 1988 год.

## Биография
Педру Мария Тонья родился 7 июля 1942 года в провинции Кабинда. Принадлежит к народности баконго.
Окончил высшие офицерские курсы генерального штаба Народных вооруженных сил освобождения Анголы (ФАПЛА).
Участвовал в национально-освободительной борьбе против португальских колонизаторов, был тяжело ранен.
В 1968 году Педале был командующим второго военного округа (провинция Кабинда), в 1969 — комиссаром.
Неоднократно посещал СССР.
В 1974 год стал членом Центрального комитета Народного движения за освобождение Анголы (МПЛА), в 1976 — член Политбюро ЦК МПЛА.
После преобразования движения в партию в 1977 году стал соответственно членом Политбюро ЦК МПЛА — Партии труда.
В 1977—1979 годах Педру Педале служил комиссаром провинции Уамбо. Участвовал в подавлении Мятежа «фракционеров», безуспешно пытался допрашивать Бессмертного Монстра.
В 1978—1980 годы Педале был заместителем министра обороны, в 1980 году был назначен министром обороны.
В то же время являлся депутатом Народной ассамблеи НРА, членом её Постоянной комиссии.
В 1986 году стал членом Центральной контрольной комиссии партии.

## Общественная деятельность
- Один из основателей созданного в 1948 году литературного движения «За открытие Анголы».
- Лауреат национальной премии в области литературы (1985) и Африканской книжной премии (1986), присужденных ему за сборник стихов «Пережив „Таррафал“ на острове Сантьяго».

### Посты
- Член Политбюро ЦК МПЛА — Партии труда.
- Министр обороны Народной Республики Ангола.
- Воинское звание: Генерал-полковник.